# Liste der Bodendenkmäler in Übach-Palenberg
Die Liste der Bodendenkmäler in Übach-Palenberg enthält die denkmalgeschützten unterirdischen baulichen Anlagen, Reste oberirdischer baulicher Anlagen, Zeugnisse tierischen und pflanzlichen Lebens und paläontologischen Reste auf dem Gebiet der Stadt Übach-Palenberg im Kreis Heinsberg in Nordrhein-Westfalen (Stand: August 2020). Diese Bodendenkmäler sind in Teil B der Denkmalliste der Stadt Übach-Palenberg eingetragen; Grundlage für die Aufnahme ist das Denkmalschutzgesetz Nordrhein-Westfalen (DSchG NRW).
| Bild                | Bezeichnung                   | Lage                             | Beschreibung | Bauzeit | Eingetragen seit | Denkmal- nummer |
| ------------------- | ----------------------------- | -------------------------------- | ------------ | ------- | ---------------- | --------------- |
|                     | Mittelalterliche Verschanzung | Rimburger Busch                  |              |         | 22.06.1984       | 1               |
|                     | Römische Siedlungsstelle      | Bruchhausener Straße             |              |         | 07.03.1989       | 2               |
| Römische Badeanlage | Römische Badeanlage           | Naherholungsgebiet Wurmtal Karte |              |         | 13.08.1990       | 3               |
| BW                  | Unterstand Limesstellung      | Flur 52, Flurstück 210 Karte     |              |         | 10.06.2013       | 4               |
| BW                  | PAK-Bunker Limesstellung      | Flur 52, Flurstück 210 Karte     |              |         | 10.06.2013       | 5               |